# 六氟锑酸铯
六氟锑酸铯是一种无机化合物，化学式为CsSbF6。它可由五氧化二锑和碳酸铯在过量氢氟酸中溶解制得。它是菱方晶系的晶体，空间群R3，晶胞参数a=7.904 Å，c=8.261 Å。它和[XeF5][SbF6]在无水氟化氢中反应，可以得到Cs[XeF5][SbF6]2。六氟锑酸铯和氟化铯在300 °C反应，可以得到Cs2[SbF7]；它的水溶液在蒸发时发生水解，生成CsSbF5OH。